# Charles Manson
Charles Milles Manson, ameriški glasbenik, množični morilec in vodja kulta, * 12. november 1934, Cincinnati, Ohio, Združene države Amerike, † 19. november 2017, Bakersfield, Kalifornija.
Zaslovel je v Kalifornijski puščavi v poznih 60 - ih letih v družini Manson. Rodil se je 12. novembra 1934 v zvezni državi Ohio očetu Walkerju Scottu in materi Kathleen Maddox. Leta 1971 je bil spoznan za krivega umora sedmih ljudi vključno z igralko Sharon Tate in štirih drugih ljudi, ter naslednji dan umora dveh mladoporočencev, Leno in Rosemary LaBianca, ki so bili vsi umorjeni pod vodstvom njegove skupine. Bil je obtožen umorov za katere je odgovarjal kot vodja skupine. Njegovi privrženci so prav tako umorili nekaj ljudi, v različnem časovnem obdobju in na različnih lokacijah. Manson je bil prav tako obtožen za dva od teh umorov (Gary Hinman and Donald "Shorty" Shea).
Manson je verjel v svoja prepričanja, ki jih je imenoval »Helter Skelter« po pesmi z istim naslovom skupine The Beatles. Manson je verjel, da se bliža apokaliptičen rasni spopad, ki ga je opisal v lastnem besedilu na melodijo te pesmi. Verjel je, da bodo ti umori pomagali sprožiti vojno. Ko je zaslovel, je postal pop-kulturna ikona, simbol norosti, nasilja in pošastnosti. Pojem »helter skelter« je pozneje uporabil Mansonov tožilec Vincent Bugliosi kot naslov knjige, ko je pisal o Mansonovih umorih. 
V času nastanka družine je bil Manson nezaposlen nekdanji kaznjenec, ki je polovico svojega življenja preživel v prevzgojnih zavodih zaradi različnih kaznivih dejanj. Pred umori je bil kantavtor na obrobju glasbene industrije Los Angelesa, predvsem po zaslugi naključnega poznanstva z Dennisom Wilsonom, soustanoviteljem skupine The Beach Boys. Po tem, ko je bil Manson obdolžen kaznivih dejanj in kasneje tudi obsojen, so razne znane glasbene skupine in izvajalci priredili nekaj njegovih pesmi.
Charlesa Manson je bil obsojen na smrtno kazen, ki se je kasneje samodejno spremenila v dosmrtni zapor z odločbo, ki jo je izdalo vrhovno sodišče v Kaliforniji leta 1972, saj so začasno odpravili smrtno kazen. Morebitna ponovna uvedba smrtne kazni ne bi vplivala na Charlesa Mansona, ki je prestajal več dosmrtnih zapornih kazni v zaporu v Corcoranu, v Kaliforniji. Umrl je naravne smrti konec leta 2017.

## Otroštvo
Rodil se je neporočenima staršema, šestnajst letni materi Kathleen Maddox (1918-1973) v splošni bolnšnici v Cincinnatiju, v zvezni državi Ohio. Sprva so ga poimenovali kar "no name Maddox", kasneje skozi nekaj tednov pa je dobil pravo ime Charles Milles Maddox. V določenem obdobju po njegovem rojstvu je bila njegova mati poročena z delavcem po imenu William Manson, čigar priimek je prevzel Charles. Njegov biološki oče naj bi bil polkovnik Scott Walker, proti kateremu je Kathleen Maddox vložila očetovsko tožbo. Možno je, da Charles Manson nikoli ni spoznal svojega biološkega očeta.
Veliko zgodb priča o Mansovemu zgodnjemu življenju, ki jih je v različnih intervjujih ponudila njegova mati, vendar obstajajo dvomi da so resnične, kajti njegova mati je bila odvisna od alkohola. Po določenih izjavah naj bi celo nekoč prodala svojega sina za vrček piva, ženski natakarici ki ni imela svojih otrok. Kasneje naj bi ga njen stric vrnil domov.
Ko sta bila Charlesova mati in njen brat obsojena na pet let zapora zaradi ropa bencinskega servisa leta 1939 v zahodni Virginii so Charlesa Mansona predali v dom k teti in stricu v McMechen, prav tako v zahodni Virginii. Ko je prišla mati iz zapora sta s Charlesom živela predvsem po hotelskih sobah.

## Helter Skelter
V prvih dneh novembra 1968 je Charles Manson ustanovil družino na alternativnem sedežu v okolici Death Valley, kjer sta bila dva zelo malo ali nič rabljena ranča Myers in Barker. Sprva naj bi bila ranča last starejše gospe, kateri je Manson pojasnil, da ranč potrebujejo za ustvarjanje glasbe. Ženska jim je dovolila, da ostanejo na ranču pod pogojem, da ga uredijo. Manson pa jo je počastil z eno izmed "zlatih plošč" od skupine The Beach Boys, katero je prejel od Dennisa Wilsona. Čez nekaj časa je Manson ustvaril rasne napetosti med črnci in belci in povzročil nekaj dogodkov, ki so takoj dvignili upor v ameriških mestih. Ob grenko hladnem Silvestrovem večeru so se družinski člani oziroma izbranci Charlesa Mansona zbrali zunaj okrog velikega ognja, kjer jim je pojasnil da je nastala socialna kriza, zato so se odločili da izdajo ploščo z naslovom pesmi Belega Albuma.